# Stade de La Blancherie
Lo Stade de La Blancherie di Delémont è uno stadio sito nell'omonima città del Canton Giura.
Ha una capacità di circa 5 263 spettatori di cui 663 seduti.
È circondato da una pista di atletica in poliuretano di 6 corsie lunga m. 400.
Nel complesso sportivo della Blancherie si trovano anche piscine coperte e scoperte, un pattinodromo, una palestra di judo e una palestra per la ginnastica.